# Stazione di Montorsoli
Stazione di Montorsoli vasútállomás Olaszországban, Sesto Fiorentino település Montorsoli frazionéjában.

## Vasútvonalak
Az állomást az alábbi vasútvonalak érintik:
- Firenze–Faenza-vasútvonal

## Kapcsolódó állomások
A vasútállomáshoz az alábbi állomások vannak a legközelebb:
- Stazione di Cercina
- Stazione di Mimmole